# 代アニLIVEステーション
代アニライブステーション（よアニライブステーション）は、日本のライブハウス。通称（略称）代アニ。2020年6月より内装を一新しリニューアルオープン。リニューアルを機に名称の表記が変更。読みは同じ。新表記：YOANI Live Station

## 概要
代々木アニメーション学院が運営する。2015年2月にオープン。スタンディング時に200人を収容できる。
運営者がエンターテイメントの教育機関であることから、アイドルやJ-POP歌手のライブの他に学院の講演や授業等にも使用しており、代アニ生向けに実践的な学びの時間を提供しているという。

## 直前キャンセル問題
2016年にアイドルの聖奈みなみとの間で発生したトラブル。
聖奈は8月28日に代アニLIVEステーションで引退ワンマンライブを開催予定であったが、開催9日前にファンからの指摘により、代アニに聖奈の予約はされておらず他のイベントが入っていることが発覚。聖奈は他会場への変更を余儀なくされた。そのレンタル費用は代アニが負担することになったが、キャンセルによる費用の補償についてはこれを拒否した。
代アニLIVEステーション側の主張
代アニでは使用申込書の署名をもって予約が完了するが、聖奈からは提出されていなかった。そのため聖奈の予定を6月までに予約表から削除してしまった可能性があるという。代アニは聖奈に予約を受けたことをメールで返信したことについて自社の誤りを認めたが、一部の主張について双方に食い違いがある。